# Йозеф Заблоцький
Юзеф Заблоцький (пол. Józef Zabłocki; бл. 1740 — 1 вересня 1819) — польський шляхтич герба Лада часів поділів Речі Посполитої. 
Познанський підчаший у 1792—1793 роках, підстолій — у 1791—1792 роках, чашник — у 1784—1791 роках.
Консул Познанського воєводства за часів Тарговицької конфедерації у 1792 році.